# Paracallisoma alberti
Paracallisoma alberti är en kräftdjursart som beskrevs av Édouard Chevreux 1903. Paracallisoma alberti ingår i släktet Paracallisoma och familjen Scopelocheiridae. Inga underarter finns listade i Catalogue of Life.